# Aleksandra Rynk
Aleksandra Rynk est une joueuse italienne de volley-ball née le 14 décembre 1988 à Kluczbork (Pologne). Elle mesure 1,78 m et joue au poste de passeuse. 

## Clubs
| Club                     | Pays   | De        | À         |
| ------------------------ | ------ | --------- | --------- |
| Volley Diamante          | Italie | 2000-2001 | 2001-2002 |
| Pallavolo Vibo Valentia  | Italie | 2002-2003 | 2002-2003 |
| A.S Pallavolo Cutro      | Italie | 2003-2004 | 2003-2004 |
| Lamezia Volley           | Italie | 2004-2005 | 2006-2007 |
| Pallavolo Rossano        | Italie | 2007-2008 | 2007-2008 |
| Pallavolo Città di Rieti | Italie | 2008-2009 | 2008-2009 |
| Volley San Vito          | Italie | 2009-2010 | 2009-2010 |
| AS Rota Volley           | Italie | 2010-2011 | 2010-2011 |
| Puntotel Sala Consilina  | Italie | 2011-2012 | …         |